# Троекуров, Фёдор Иванович
Князь Фёдор Иванович Троекуров (ум. 1568) — голова и воевода во времена правления Василия III Ивановича и Ивана IV Васильевича Грозного.
Из княжеского рода Троекуровых. Единственный сын боярина и воеводы князя Ивана Михайловича Троекурова (ум. 1564).

## Биография
В 1532 году второй воевода войск левой руки в походе на Литву. В 1547 году первый воевода в Галиче.
В 1550 году «с Николина дни вешняго» князь Ф. И. Троекуров был отправлен первым воеводой в Галич Костромской. В 1551 году был отправлен вторым воеводой в Тулу вместо В. М. Борисова и в этом же году записан во вторую статью московских дворян.
В 1552 году, «как царь и великий князь пошел на своё дело и на земское х Казани, а шел на Володимер да на Муром», князь Фёдор Иванович Троекуров был вторым воеводой «в ертоулех» и велено ему было мосты через реки и болота мостить. В августе этого же года указано ему идти со своим полком перед Государём и восходя на Арскую гору выходящих из города казанцев разбил и прогнал, далее велено ему перейти с полком реку Казанку и стать выше города и вновь вышедших из города казанцев разбил, после чего ставил туры и укреплялся с восточной стороны от города к берегу реки Казанка, в октябре участвовал в штурме города у Обойливых ворот и после взятии русской армией Казани Ф. И. Троекуров, в обратном походе, шел полем «от Казани к Нижнему Новугороду» в большом полку конной рати вторым воеводой.
В сентябре 1554 года первый воевода «в болшом полку в другой посылке» Ф. И. Троекуров ходил из Галича в поход «в казанские места на луговых людей». В этом же году упомянут первым воеводою Передового полка в походе на реку Утешу, за что пожалован золотым угорским. В сентябре 1555 года послан с карательным отрядом в Казань первым воеводой «воевати луговых людей». В 1556 году участвовал в серпуховском походе царя Ивана Грозного против крымских татар среди голов государева полка, «которые быти в посылках от государя».
В 1558 году «С Петровы памяти чюдотворцовы» — второй воевода в Туле. В том же году его «для болшого дела государь послал к Сыренску и к иним городом немецким» вторым воеводой в большом полку.
В марте 1559 года князь Ф. И. Троекуров был назначен вторым воеводой в полк левой руки и ходил «по крымским вестем» из Бронниц через Тулу и Дедилов на реку Шиворону. В августе того же года был послан первым воеводой в Путивль.
В 1560 году князь Ф. И. Троекуров ходил сперва первым, а потом вторым воеводой на ливонский город Феллин (Вильянди) в большом полку в товарищах у князя Ивана Фёдоровича Мстиславского. После взятия города участвовал в походе на замок Пайде. «Да посылали бояре и воеводы ис-под Пайды воеводу князь Федора Троекурова в войну и под Рую, а с ним голов ис полков. И город Рую взяли». В 1560/1561 году послух в данной князя А. Ф. Аленкина. В декабре 1561 года второй воевода войск левой руки на берегу Оки против крымцев, коих разбил и выгнал из пределов России, а после направлен воеводой в Можайск. В 1562 году третий воевода в Великих Луках. В 1563 году — воевода сторожевого полка под Тулой, а затем второй воевода большого полка «на берегу». В 1564 году сидел четвёртым при угощении польского посла у боярина, князя Бельского.
В 1565 году князь Фёдор Иванович Троекуров попал в царскую опалу и был отправлен в ссылку третьим воеводой в Казань, в мае второй голова при князе Бельском по "литовским и крымским вестям" на берегу Оки.  С 1565-1568 годах третий воевода в Казани.
В 1565/1566 года передал в дар в Спасо-Ярославский монастырь село Ивановское в Ярославском уезде на Волге с заводями и деревнями.
В сентябре 1568 года князь Фёдор Иванович Троекуров был казнен опричниками по делу о заговоре в земщине, по приказу царя Ивана Грозного. Его имя записано в синодик опальных Ивана Грозного, для вечного поминовения.
От брака с дочерью князя М. Л. Глинского ставил единственного сына — Ивана.